# Beuzet
Beuzet (en wallon Beûzèt) est une section de la ville belge de Gembloux située en Région wallonne dans la province de Namur.
C'était une commune à part entière avant la fusion des communes de 1977. Le hameau de Ferooz fait également partie du village.

## Origine du nom
Deux significations existent, la première proviendrait d'une interprétation de la maison de Bozo et la seconde serait "le petit fossé".

## Géographie

### Situation
Le village occupe un vaste bas-plateau où passe, comme rivière, l'Orneau et, comme ruisseau, l'Ourchet. Il est coupé du nord au sud par la nationale 4 et la ligne de chemin de fer 161 Bruxelles – Namur.

### Hydrographie
Traversé par le ruisseau de l'Ourchet, nous trouvons également "La Ferme de la Vallée" qui héberge l'élevage "l'Escargot de l'Ourchet" composé d'Helix aspersa petits et gros gris ils ont reçu le label de qualité escargot fermier octroyé par la région wallonne.

## Évolution démographique
- Source: DGS, 1831 à 1970=recensements population, 1976= habitants au 31 décembre

## Histoire

### Préhistoire
Un secteur du lieu-dit le Bois Henry a livré des vestiges préhistoriques, plus précisément de l'outillage en silex, ce qui prouve une occupation du site du Paléolithique supérieur au Néolithique tardif.

### Seigneuries
Beuzet était inclus dans le comté de Namur et ne constitua longtemps qu’une seigneurie foncière dont le possesseur ne pouvait exercer que la justice relative aux propriétés car la haute et la moyenne justice réprimant les crimes et les délits restaient aux mains du comte de Namur.
La partie occidentale du village, Ferooz, formait une seigneurie hautaine passa par mariage à la famille Waret avant d'appartenir, finalement, à la famille Helman qui possédait déjà des seigneurs fonciers. C'est à la suite de l'annexion des Pays-Bas Autrichiens à la France en 1795 que les seigneuries disparurent.

### Commune

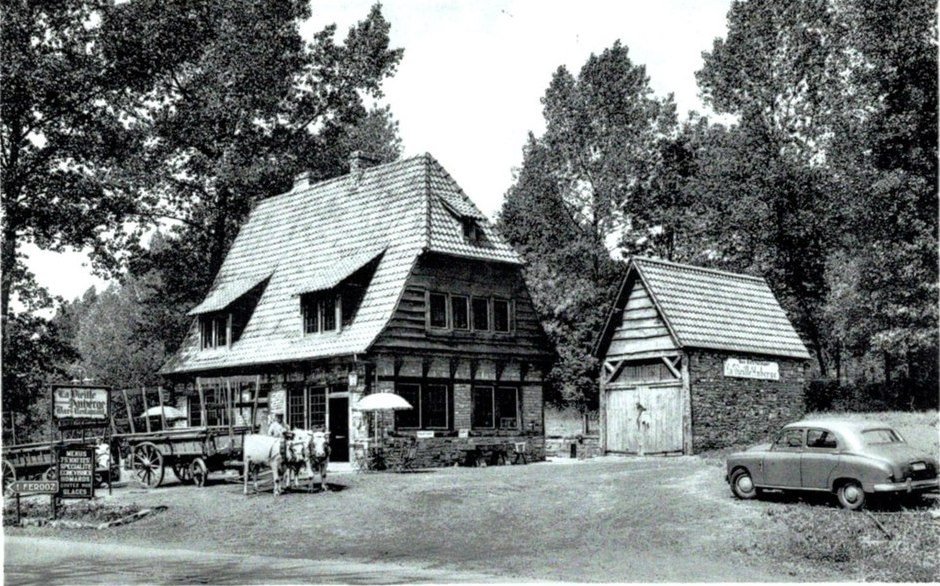
La vieille auberge sur la Nationale 4.

C'est à partir de 1795 que l'on parlera de commune pour Beuzet. Elle appartenait au canton de Gembloux du département Sambre-et-Meuse et Ferooz lui fut adjoint. Le village fait partie de la commune de Gembloux depuis la fusion de 1977.

## Patrimoine et culture

### Patrimoine architectural
- Eglise Saint-Pierre. Datée par chronogramme de 1842, édifice de style néo-classique[2].
- Ferme de l'Escaille, rue de Bossière. Citée au début du XVIIe siècle et reconstruit en majeur partie au XIXe siècle, sauf le logis qui date du XVIIIe siècle[2].
- Château de Ferooz. Propriété de la famille de Helman au XVIIIe siècle, ancien siège d'une seigneurie hautaine reliée à Beuzet[3].
- Ferme du château, située au sud de l'étang qui s'épare le château, ensemble du XIXe – XXe siècle et développé à partir d'un noyaux du XVIe siècle[3].